# Zhongdu
För andra betydelser, se Zhongdu (olika betydelser).

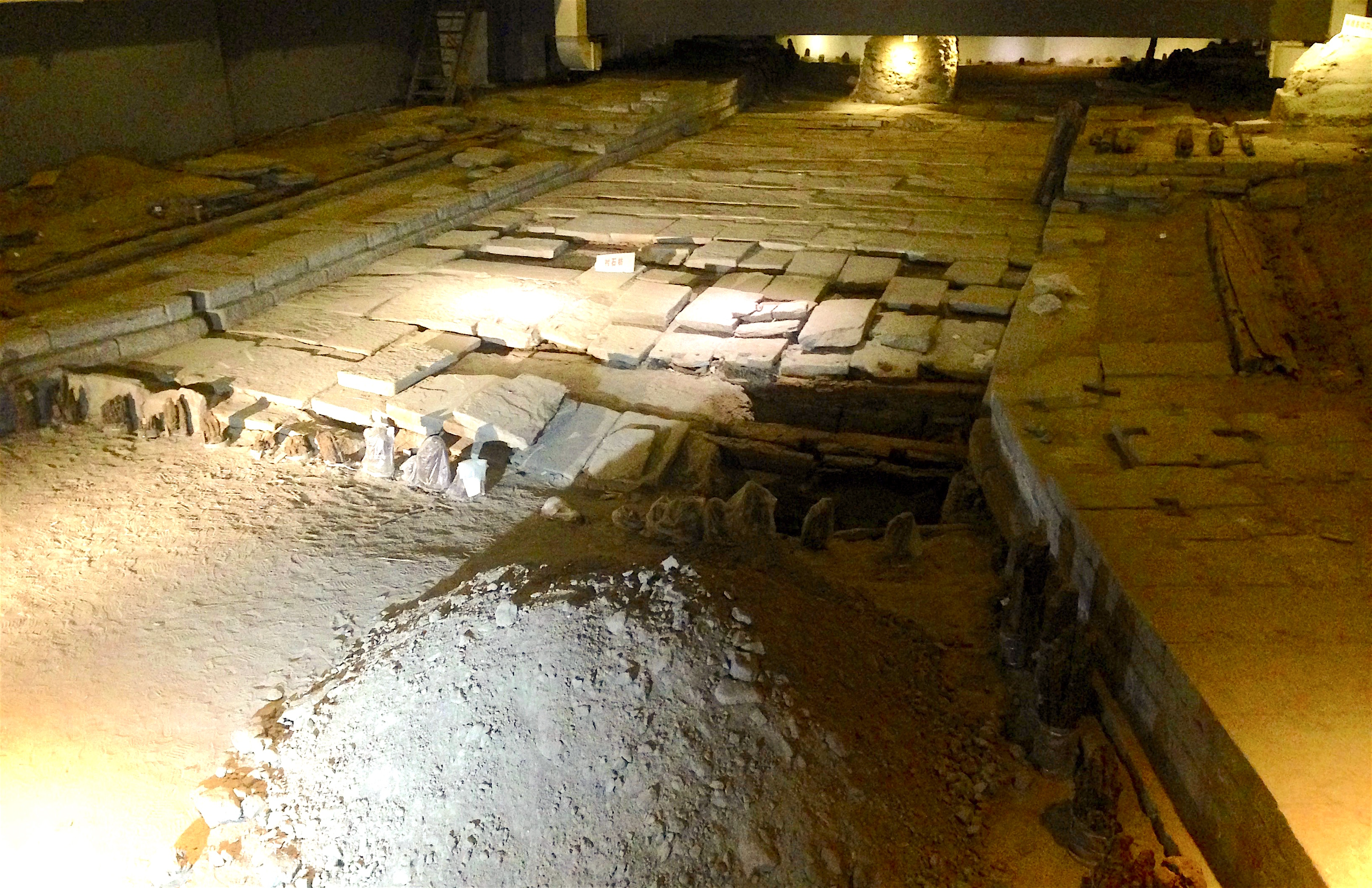
En vattenpassage genom Zhongdu's södra stadsmur utställd på Pekings Liao-Jin stadsmursmuseeum.

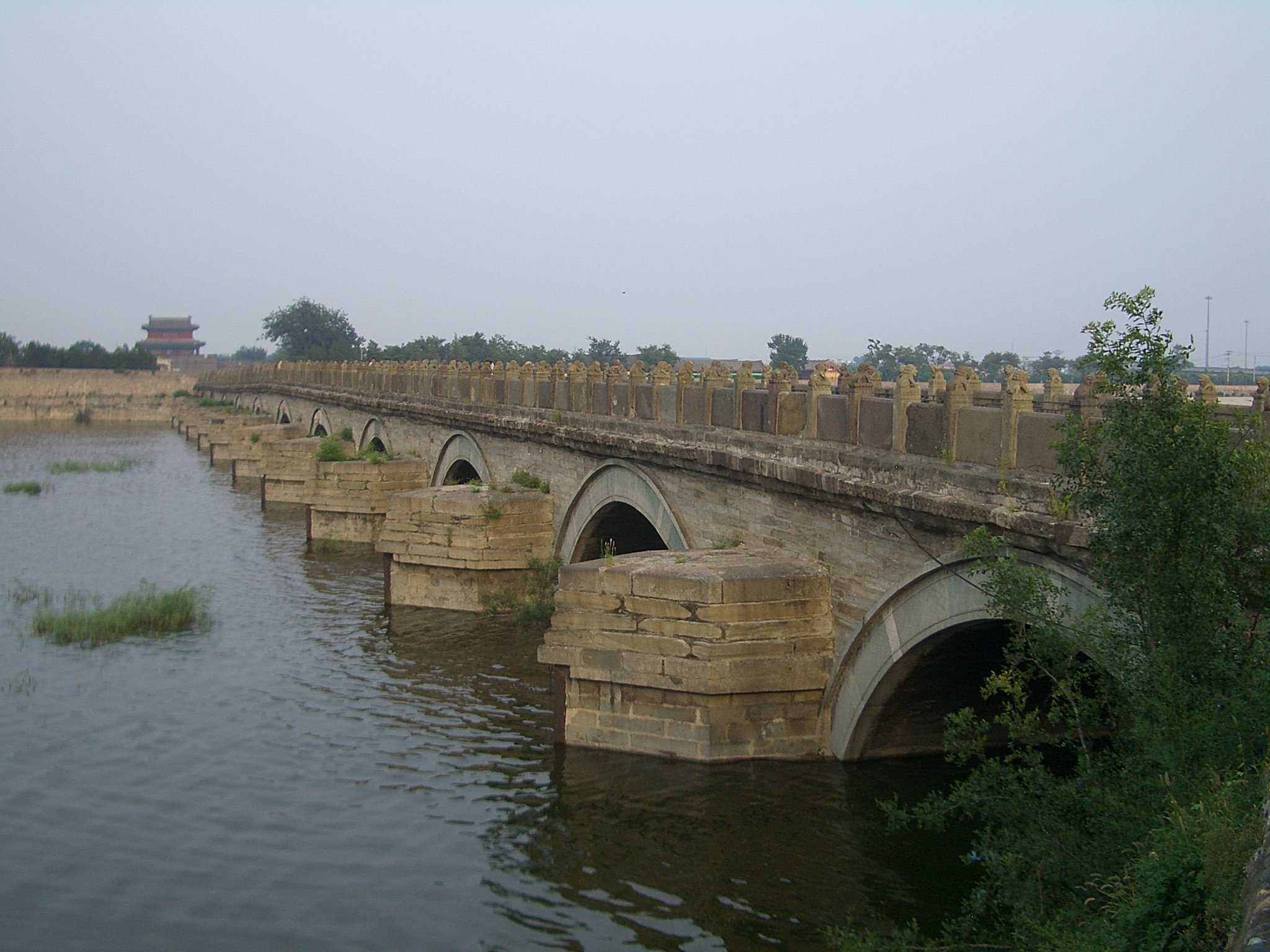
Marco Polo-bron som färdigställdes 1192 väster om Zhongdu.

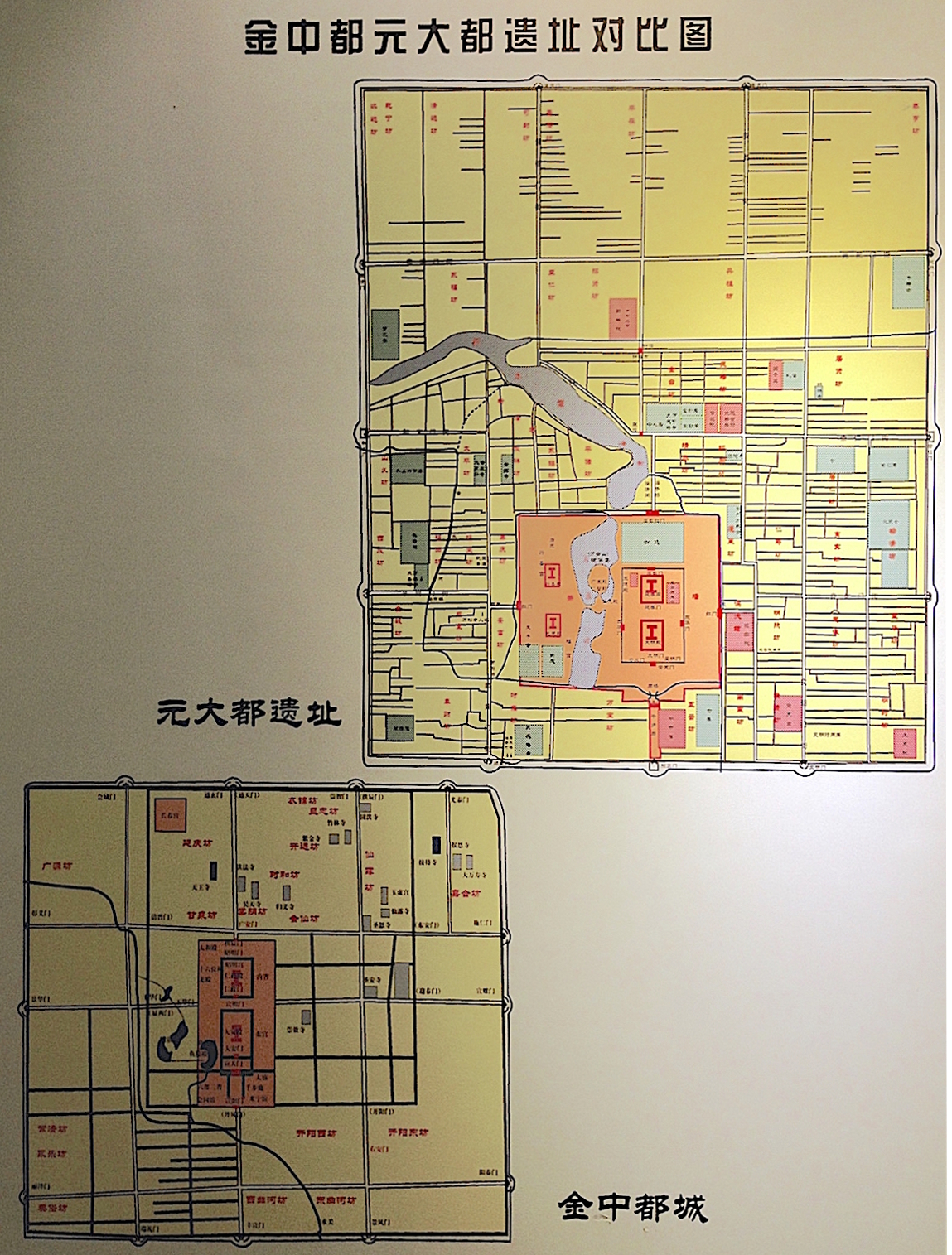
Zhongdu's läge (nere till vänster) i förhållande till efterföljande Dadu (uppe till höger).

Zhongdu (中都; Zhōngdū) var den kinesiska Jindynastins huvudstad från 1153 till 1214 och var en del i grunden till dagens Peking.
Den jurchiska Jindynastin (1115–1234) hade likt sin företrädare (Liaodynastin) flera huvudstäder, och den viktigaste "centrala huvudstaden" blev 1153 dagens Peking som fick namnet Zhongdu (som betyder just "Centrala huvudstaden"). Zhongdu byggdes upp på basen av Liaodynastins Nanjing (Inte att förväxla med dagens Nanjing), som var en mycket liten stad med huvudsakligen palats.
Arkitekt för stadsplaneringen var Lu Yanlun. Även om jurchen var ett minoritetsfolk från norr var arkitekterna och arbetskraften som  uppförde Zhongdu hankineser. Staden uppfördes enligt traditionell kinesisk stadsplaneringsteori med tre rektangulära områden placerade innanför varandra. I det yttersta området var det huvudsakligen bostäder, och i det mellersta fanns de administrativa enheterna. I centrum fanns palatsstaden. Beihaisjön med dess paltats uppfördes från 1179 precis norr om Zhongdu. Marco Polo-bron över Yongdingfloden byggdes 9 km väster om Zhongdu från 1189 till 1192 Efter sitt färdigställande var Zhongdu dubbelt så stor som dess ursprung från Liandynastin. Staden hade expanderats åt väst, syd och öster.
Vattenförsörjningen till Zhongdu kom från Lianhuachisjön väster om staden, men det var ofta kapacitetsproblem. Detta var en avgörande anledning till att den efterföljande Yuandynastin byggde sin huvudstad nordost om Zhongdu jämte Beihaisjön.
Zhongdu omgavs av en nära på kvadratisk stadsmur av packad jord. Murens omkrets var 17 km, och varje sida hade tre portar utom den norra som hade fyra. Den västra stadsmuren gick ungefär vid Xizhannanlu och norra muren några hunds meter norr om Xuanwumendajie. Södra stadsmuren följde ungefär Liangshuifloden och stadsmurens sydöstra hörn var ganska nära där Pekings järnvägsstationen finns idag.

## Zhongdus fall
Både 1211 och 1213 gjorde Mongolväldets ledare Djingis khan försök att erövra Zhongdu. Jindynastins kejsare Xuanzong kände att Zhongdus läge var för utsatt, så han lämnade staden i juli 1214 och flyttade dynastins huvudstad söder ut till dagens Kaifeng.
1215 återvände Djingis khans styrkor, och de inledde en belägring av Zhongdu. Belägringen ledde till extrem svält och till och med kannibalism innanför Zhongdus stadsmurar. I juni 1215 öppnade den döende befolkningen portarna for de belägrande mongolerna, vilket resulterade till en massaker och total förstörelse av staden. Den efterföljande Yuandynastin uppförde en helt ny stad, Khanbalik, precis nordost om Zhongdu. Innan Zhongdu gick under 1215 var dess befolkning ungefär 100 000 personer.

## Zhongdu idag
Det finns inte så mycket rester kvar från Zhongdu i dagens Peking. Marco Polo-bron i västra Peking står efter renovering i komplett utförande. Ca 20 meter av den södra stadsmuren finns synlig i en liten oansenlig park. Se: 39°51′39″N 116°19′27″Ö / 39.86083°N 116.32417°Ö. Ruinerna efter en vattenpassage där en flod korsade den södra stadsmuren hittades 1990 och är utställd i Pekings Liao-Jin stadsmursmuseeum (北京辽金城垣博物馆) Vallgraven utanför den södra stadsmuren finns kvar i form av Liangshuifloden.